# Polystachya elastica
Polystachya elastica är en orkidéart som beskrevs av John Lindley. Polystachya elastica ingår i släktet Polystachya och familjen orkidéer. Inga underarter finns listade i Catalogue of Life.